# 林肯 (英國國會選區)

選區在林肯郡的位置

林肯（英語：Lincoln），英國國會一自治市選區，包括林肯郡林肯及南凱斯蒂文一小部。
本區始設於1265年，是英國現存最古老的、持續存在的選區。1885年前應選兩席。20世紀以來是工黨的稍為佔優的選區，但在1974年10月以來又是一個領頭羊選區。
2010年大選中保守黨的卡爾·麥卡尼以37.5%選票擊敗當區的吉利安·梅隆首次當選，為保守黨奪回失去十三年的議席。